# Mürzzuschlag (huyện)
Bezirk Mürzzuschlag là một huyện của bang của Styria ở Áo.

## Các đô thị
Các khu ngoại vi, làng và các đơn vị khác của một đô thị được hiển thị bằngchữ nhỏ.
- Allerheiligen im Mürztal
  - Edelsdorf, Jasnitz, Leopersdorf, Sölsnitz, Wieden
- Altenberg an der Rax
  - Altenberg, Greith, Steinalpl
- Ganz
  - Auersbach, Eichhorntal, Lambach, Schöneben
- Kapellen
  - Raxen, Stojen
- Kindberg
- Krieglach
  - Alpl, Freßnitz, Freßnitzgraben, Krieglach-Schwöbing, Malleisten, Massing, Sommer
- Langenwang
  - Feistritzberg, Hönigsberg, Langenwang-Schwöbing, Lechen, Mitterberg, Pretul, Traibach
- Mitterdorf im Mürztal
  - Lutschaun
- Mürzhofen
- Mürzsteg
  - Dobrein, Dürrenthal, Frein an der Mürz, Kaltenbach, Lanau, Niederalpl, Scheiterboden, Tebrin
- Mürzzuschlag
  - Auersbach, Edlach, Hönigsberg, Kohleben, Lambach, Pernreit, Schöneben
- Neuberg an der Mürz
  - Alpl, Arzbach, Dorf, Krampen, Lechen, Neudörfl, Veitschbach
- Spital am Semmering
  - Steinhaus am Semmering
- Stanz im Mürztal
  - Brandstatt, Dickenbach, Fladenbach, Fochnitz, Hollersbach, Possegg, Retsch, Sonnberg, Traßnitz, Unteralm
- Veitsch
  - Großveitsch, Kleinveitsch, Niederaigen
- Wartberg im Mürztal

| sửa | Thành phố và huyện (Bezirke) của Steiermark | Flag of Austria |
| \| \| Graz Bruck-Mürzzuschlag \\| Deutschlandsberg \\| Graz-Umgebung \\| Hartberg-Fürstenfeld \\| Leibnitz \\| Leoben \\| Liezen \\| Murau \\| Murtal \\| Südoststeiermark \\| Voitsberg \\| Weiz \| | |                 |
| Styria map | Graz Bruck-Mürzzuschlag \| Deutschlandsberg \| Graz-Umgebung \| Hartberg-Fürstenfeld \| Leibnitz \| Leoben \| Liezen \| Murau \| Murtal \| Südoststeiermark \| Voitsberg \| Weiz |                 |